# Bloomington (Idaho)
Bloomington é uma cidade localizada no estado americano de Idaho, no Condado de Bear Lake.

## Demografia
Segundo o censo americano de 2000, a sua população era de 251 habitantes. 
Em 2006, foi estimada uma população de 236, um decréscimo de 15 (-6.0%).

## Geografia
De acordo com o United States Census Bureau tem uma área de 
2,3 km², dos quais 2,3 km² cobertos por terra e 0,0 km² cobertos por água.

## Localidades na vizinhança
O diagrama seguinte representa as localidades num raio de 36 km ao redor de Bloomington. 